# 働く女性への応援歌
働く女性への応援歌（はたらくじょせいへのおうえんか）は、ライオンのテレビCMに使用されているCMソングである。
「あの素晴しい愛をもう一度」が原曲となっている。

## CM出演者
- タナダユキ
- 柳英里紗
- 三浦透子